# A Chorus of Disapproval
Pour plus de détails, voir Fiche technique et Distribution.
A Chorus of Disapproval est un film britannique réalisé par Michael Winner, sorti en 1989.

## Synopsis
Un homme qui a perdu sa femme, rejoint le théâtre local dont il va faire la connaissance de la troupe.

## Fiche technique
- Titre : A Chorus of Disapproval
- Réalisation : Michael Winner
- Scénario : Michael Winner et Alan Ayckbourn d'après sa pièce
- Photographie : Alan Jones
- Montage : Michael Winner et Chris Barnes
- Musique : John Du Prez
- Pays d'origine : Royaume-Uni
- Genre : comédie dramatique
- Date de sortie : 1989

## Distribution
- Anthony Hopkins : Dafydd Ap Llewellyn
- Jeremy Irons : Guy Jones
- Richard Briers : Ted Washbrook
- Barbara Ferris : Enid Washbrook
- Gareth Hunt : Ian Hubbard
- Lionel Jeffries : Jarvis Huntley-Pike
- Patsy Kensit : Linda Washbrook
- Alexandra Pigg : Bridget Baines
- Prunella Scales : Hannah Ap Llewellyn
- Jenny Seagrove : Fay Hubbard
- Sylvia Syms : Rebecca Huntley-Pike